# Bâton à feu

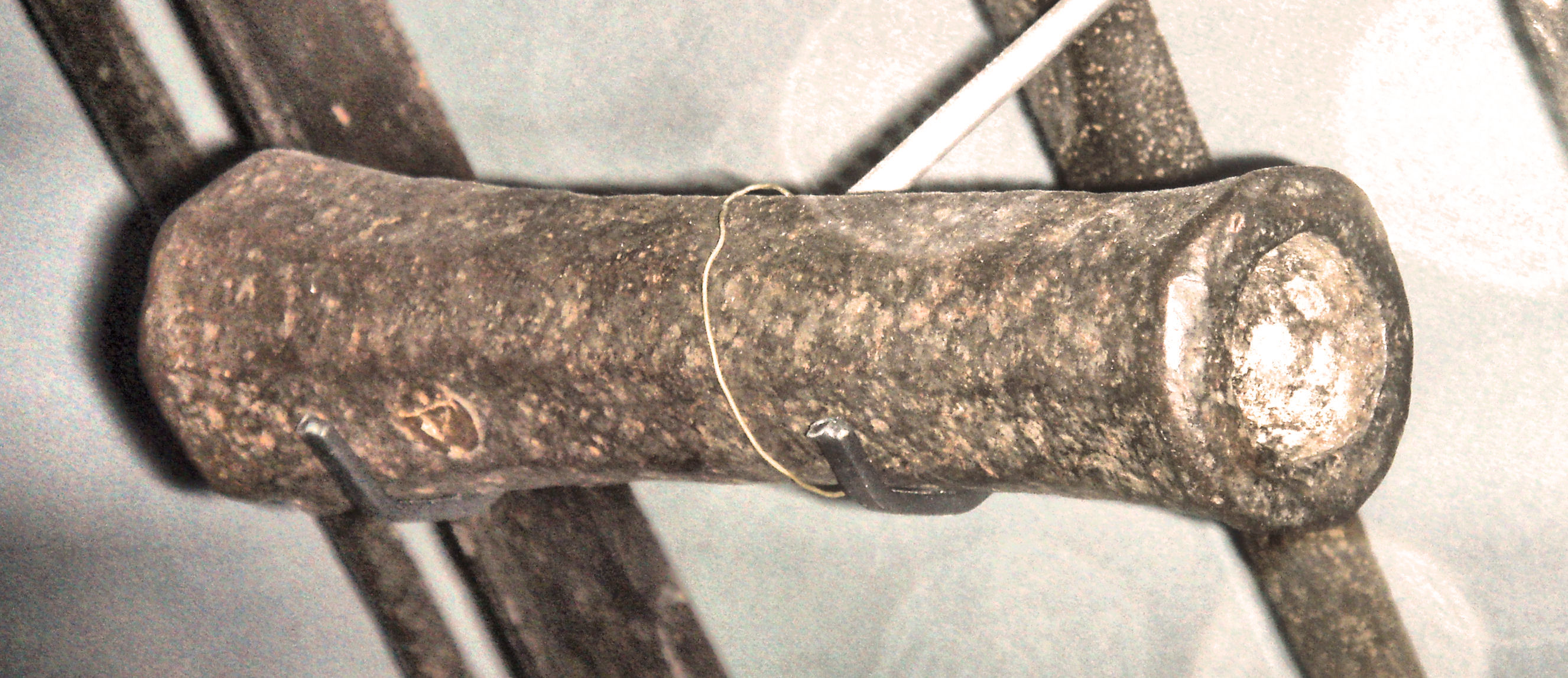
Partie métallique d'un Bâton à feu (1380).

Un bâton à feu est un type d'arme à feu portative apparu au XIVe siècle en Europe.
Pour mettre en œuvre cette arme, la partie métallique est placée sur un manche en bois. La poudre est mise à feu via une lumière, petit orifice situé sur sa face supérieure, à l'aide, par exemple, d'une tige métallique chauffée au rouge.

## Fabrication

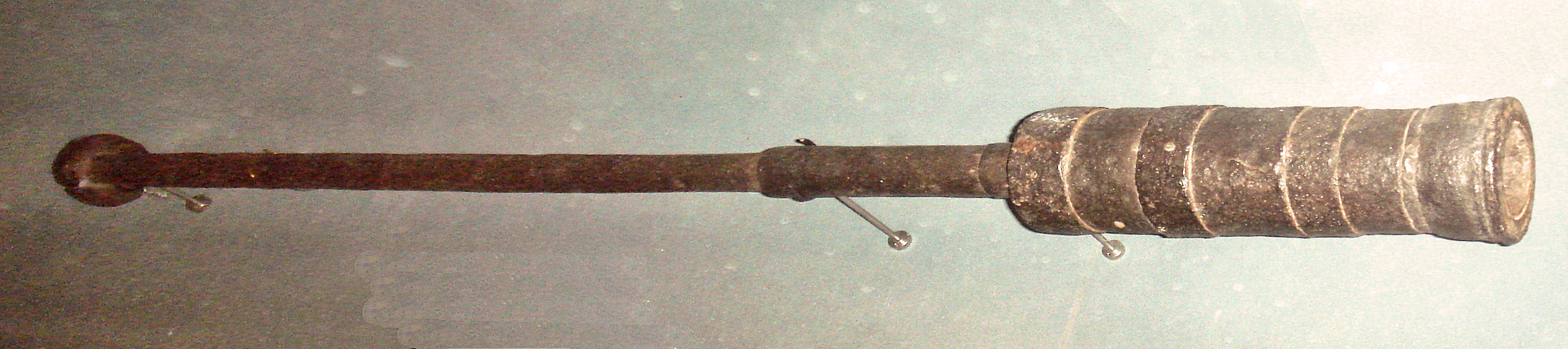
Un Bâton à feu emmanché sur un morceau de bois, France, 1390-1400.

L'exemplaire présenté par le Musée de l'Armée à Paris présente un corps métallique long de 18 cm pour un poids de 1,04 kg. Son calibre est de deux centimètres.

## Utilisation
À son apparition, ce type d'armes à feu portatives semble plutôt utilisé pour la défense des châteaux et des villes,.

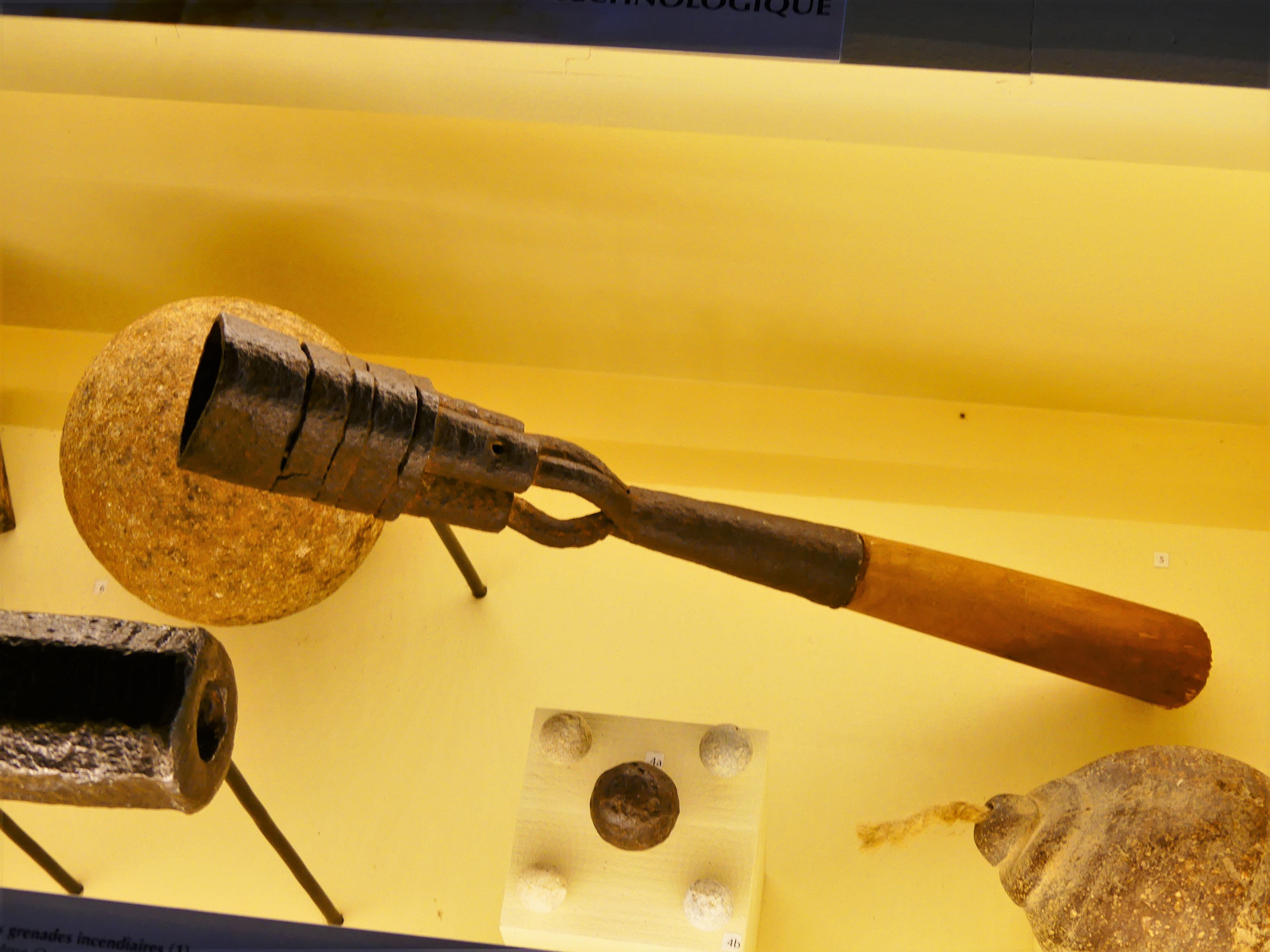
Bâton à feu à trois tubes, château de Calmont d'Olt.

Selon les auteurs, la mise en œuvre fait porter le bâton sous le bras ou bien placer en terre l'extrémité du piquet prolongeant le tube.
Les projectiles sont variés, grosses flèches, balles de pierre ou de plomb.